# Namatjira Drive
Der Namatjira Drive ist eine Touristenstraße im Süden des australischen Northern Territory. Er durchzieht die westlich von Alice Springs gelegenen westlichen MacDonnell Ranges. Wie der Larapinta Drive, von dem er abzweigt, ist er Teil der Red Centre Way. Der Name Namatjira bezieht sich auf Albert Namatjira (1902–1959), einen der berühmtesten Maler der Aborigines, der in Hermannsburg geboren wurde.

## Verlauf
Die zunächst asphaltierte, zweispurige Straße zweigt 46 Kilometer westlich von Alice Springs vom Larapinta Drive (S2 / S6) ab, übernimmt deren Bezeichnung Staatsstraße 2 und verläuft ca. 30 Kilometer nördlich von diesem in der Nähe des Hauptkammes der MacDonnell Ranges, zum großen Teil auf dem Gebiet des West-MacDonnell-Nationalparks. Ab dem Glen Helen Resort ist die Straße unbefestigt und führt weiter nach Westen zum Mount Zeil, dem höchsten Gipfel des Northern Territory. Dort biegt sie nach Süden ab und trifft 43 Kilometer westlich von Hermannsburg wieder auf den Larapinta Drive.

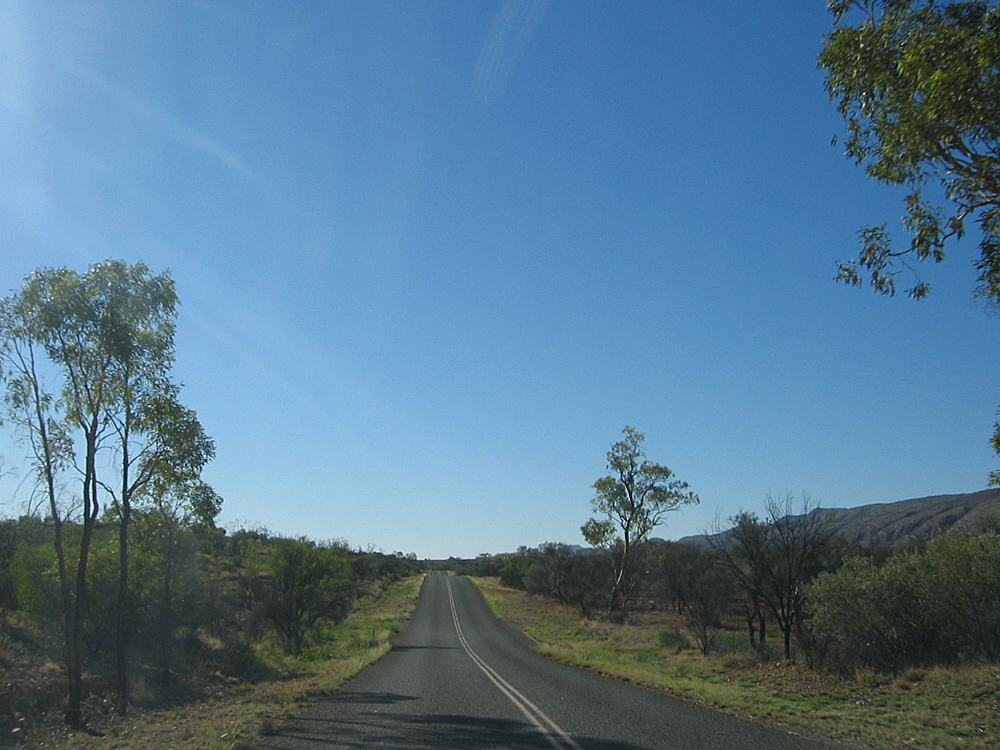
Östlich des Glen Helen Resort

Der höchste Punkt im Verlauf des Highways liegt auf 815 m, der niedrigste auf 621 m.